# Adi (série de jeux vidéo)
Pour les articles homonymes, voir Adi.
Adi (pour Accompagnement Didacticiel Intelligent) est une franchise française, constituée initialement de logiciels et de jeux vidéo éducatifs. Plus de 2,5 millions d'exemplaires des jeux Adi ont été vendus, et le concept a été étendu à d'autres médias comme la bande dessinée, la musique ou la télévision.
Adi a été créée en 1990 et déclinée en 1992 en un jeu pour enfants de 4-7 ans, nommé Adibou, dont le personnage s'avèrera être le plus populaire de la franchise. L'univers d'Adibou se décline en plusieurs jeux éducatifs, livres, séries d'animation, CD, a même été décliné en 2006 en une chaîne de télévision, appelée Adibou TV, désormais disparue. Entretemps, un troisième personnage, Adiboud'chou, est apparu durant l'année 2000.
La franchise a été conçue par l'éditeur français Coktel Vision, plus tard racheté par Sierra On-Line en 1992. En 2005, la franchise est acquise par Mindscape, qui fermera ses portes en 2011. Dix ans plus tard en 2021, Ubisoft et Wiloki annoncent le retour d'Adibou avec un nouveau jeu porté sur smartphone, tablette et PC, jeu, intitulé Adibou par Wiloki, sorti en 2022.

## Histoire
Le succès du jeu Voyage au Pays de Big Ben, qui introduit l'apprentissage par le jeu et la volonté de développer un jeu éducatif ludique, riche et sans compromis sur la qualité pour les enfants poussent le studio Coktel Vision à créer un concept pédagogique nommé Adi (Accompagnement Didacticiel Intelligent). Adi a été créé en 1990 par Roland Oskian, cofondateur de Cocktel, qui avait constaté à cette époque que les joueurs étaient de plus en plus nombreux et jeunes. Le premier jeu Adi est conçu la même année, et son succès devient immédiat. La voix du personnage d'Adi a été interprétée par Pierre-Alain de Garrigues, qui a aussi été tous les personnages de la maison d'Adibou. « Je pensais que ce truc allait durer quinze minutes. Il a duré quinze ans. Trente ans après [2022], on vient de refaire sa voix. J’ai fait le doublage de l’ordinateur, du méchant et du cuisinier. »
Adibou est le personnage le plus populaire de la franchise, comptant le plus de jeux et produits dérivés. En 1992, le rachat de Coktel Vision par Sierra On-Line, permet d'exporter la franchise Adi sur le marché américain. La même année, Coktel Vision décline Adi en un jeu pour enfants de 4-7 ans, nommé Adibou. Le nom Adibou fait à l'époque référence au bébé de la cocréatrice Manuelle Mauger, surnommé « Boubou ». Les quatre fondateurs du studio se répartissent les rôles : Roland Oskian, à l’origine de l’idée et du concept Adibou, se charge de la coordination du développement du premier jeu, Manuelle Mauger pilote le développement du contenu, Arnaud Delrue, est chargé du développement technique, et enfin Joseph Kluytmans, est à l’origine de la qualité visuelle de l’univers.
En 2000, ils créent le personnage d'Adiboud'chou, destiné aux enfants à partir de 18 mois. La franchise Adi est par la suite reprise par Mindscape lors du rachat de Coktel en 2005, jusqu'à sa mise en liquidation judiciaire en 2011 signant la fin de l'exploitation de la franchise. Le dernier jeu en date était Adibou et les Saisons magiques, sorti en 2009.
À la fin 2021, dix ans après la fermeture de Mindscape, le retour d'Adibou est annoncé. En mai 2022, l'éditeur français Ubisoft et le studio de développement Wiloki sortent un remake d'Adibou 2 sur smartphone, tablette et ordinateur. Le jeu, intitulé Adibou par Wiloki, est destiné aux enfants de 4 à 7 ans et reprend l'ensemble des mécaniques d'origine, avec les « nouvelles technologies ».

## Description
Les jeux et logiciels sont principalement destinés à l'école primaire et au collège. Adi et ses déclinaisons (ses cousins Adibou et Adibou'chou), permettant de créer des jeux pour trois différentes tranches d'âge, sont les personnages principaux de la série :
- Adi est un personnage destiné aux 10-14 ans[3] ;
- Adibou, équivalent d'Adi pour les 4-7 ans ;
- Adiboud'chou a été créé pour les 18 mois[6]-4 ans.

## Protagonistes
Adiboud'chou est le plus petit des trois cousins. Il s'adresse aux enfants de 18 mois à 3 ans.
Adibou est destiné aux 4-7 ans. C'est un petit extraterrestre curieux, dynamique et qui veut tout comprendre. Il a des oreilles pointues, une casquette rouge, et quatre doigts, et il vit sur la planète Célesta avec ses amis. Il est le cousin d'Adi et d'Adiboud'chou. Adibou est le personnage le plus représenté, et celui qui possède le plus d'objets dérivés. Son ennemi de toujours se nomme Bouzigouloum.
Adi est destiné aux 10-14 ans. C'est un extraterrestre orange aux oreilles pointues, se déclarant issu de la planète M823, vêtu d'un short bleu, d'un t-shirt et d'une casquette rouge (dans ses anciennes apparitions, il ne porte pas de vêtements et seule la tête est représentée). C'est un personnage créé en 1990 par Roland Oskian et Manuelle Mauger.

## Univers d'Adi

Logo dAdi.

### Jeux

#### Adi ver. 1
DOS, Amiga, Amstrad CPC, Atari ST à partir de 1991

#### Adi ver. 2
DOS, à partir de 1993
- Adi : Français Math CE1
- Adi : Français Math CE2
- Adi : Français Math CM1
- Adi : Français Math CM2
- Adi : Français Maths 6e
- Adi : Français Maths 5e
- Adi : Français Maths 4e
- Adi : Français Maths 3e

#### Microsoft Windows
À partir de 1994
- Adi : Français Math CE1
- Adi : Français Math CE2
- Adi : Français Math CM1
- Adi : Français Math CM2
- Adi : Français Maths 6e
- Adi : Français Maths 5e
- Adi : Français Maths 4e
- Adi : Français Maths 3e
- Adi : Anglais CE (1995)
- Adi : Anglais CM (1995)
- Adi : Anglais 6e (1995)
- Adi : Anglais 5e (1995)
- Adi : Anglais 4e (1995)
- Adi : Anglais 3e (1995)
- Adi : Géographie (1996)

#### Adi ver. 4
Windows, à partir de 1997
- Adi : Français Maths CE1
- Adi : Français Maths CE2
- Adi : Français Maths CM1
- Adi : Français Maths CM2
- Adi : Français Maths 6e
- Adi : Français Maths 5e
- Adi : Français Maths 4e
- Adi : Français Maths 3e
- Adi : Anglais CE
- Adi : Anglais CM
- Adi : Anglais 6e
- Adi : Anglais 5e
- Adi : Anglais 4e
- Adi : Anglais 3e
- Adi : Géographie Collège
- Adi : L'Euro Collège
- Adi : Sciences Collège

#### Adi ver. 5
Windows, à partir de 2000
- Adi : Français Maths CE1
- Adi : Français Maths CE2
- Adi : Français Maths CM1
- Adi : Français Maths CM2
- Adi : Français Maths 6e
- Adi : Français Maths 5e
- Adi : Français Maths 4e
- Adi : Français Maths 3e
- Adi : Anglais CE
- Adi : Anglais CM
- Adi : Anglais 6e
- Adi : Anglais 5e
- Adi : Anglais 4e
- Adi : Anglais 3e
- Adi : L'Euro et l'Europe

#### Dis-moi Adi
Windows, à partir de 2005
- Dis-moi Adi : CE1
- Dis-moi Adi : CE2
- Dis-moi Adi : CM1
- Dis-moi Adi : CM2
- Dis-moi Adi : Anglais Primaire

#### Adi: L'Entraîneur
Nintendo DS, à partir de 2008 :
- Adi : L'Entraîneur - Objectif Anglais
- Adi : L'Entraîneur - CE1-CE2
- Adi : L'Entraîneur - CM1-CM2
- Adi : L'Entraîneur - 6e-5e

Microsoft Windows et macOS, à partir de 2008 :
- Adi : L'Entraîneur - CE1
- Adi : L'Entraîneur - CE2
- Adi : L'Entraîneur - CM1
- Adi : L'Entraîneur - CM2
- Adi : L'Entraîneur - Anglais primaire

## Univers d'Adibou

Logo d'Adibou.

Adibou vit dans une maison à son image : elle porte une casquette rouge et un casque audio. À côté d'elle, vous pouvez trouver la niche de Plop et l'arbre creux. Le salon est la pièce principale de la maison. À partir d'elle, on peut se rendre à la cuisine, au grenier ou à la chambre. La cuisine est la pièce où Kicook vit ; C'est ici que l'on peut faire des gâteaux, des bonbons, des brochettes et des têtes rigolotes. La chambre est la pièce où l'enfant peut regarder la télévision, peut dessiner et jouer. Le grenier qui est aussi l'atelier est la pièce où vit Bizbi ; C'est ici que l'on peut faire des épouvantails, des lutins malins et des mangeoires.
Le jardin est l'endroit où vit Robitok ; là-bas, on peut s'occuper des fleurs dans le coin des fleurs, on peut s'occuper des légumes dans le potager, on peut s'occuper des arbres dans le verger et s'occuper des fruits tropicaux dans la serre. Le palais des jeux est l'endroit où l'on peut s'amuser a divers jeux pour collectionner des objets pour décorer la chambre. La caverne des lucioles est l'endroit où l'on peut créer des histoires et créer des potions. Le volcan sert à voyager vers le royaume de la lecture et du calcul. Grâce à la Trotounet, l'enfant se trouve dans une messagerie pour discuter avec d'autres enfants et même jouer avec eux.

### Personnages
- Plop[6] : Plop est le meilleur ami d'Adibou. C'est un chien anthropomorphe qui a une ventouse à la place des pattes arrière. Plop est très gourmand et il adore les gâteaux et le chocolat. Il aime les oiseaux, courir, embêter Bouzigouloum et il déteste les chats.
- Bouzigouloum[9] : Bouzigouloum, surnommé Bouzi, est un monstre qui est souvent de mauvaise humeur mais qui n'est pas méchant. Il est malchanceux, maladroit et gourmand mais ses bêtises font souvent rire Adibou et ses amis. Il adore se chamailler avec Plop. Malgré sa gourmandise, il n'aime pas le chocolat mais raffole des fraises.
- Robitoc[6] : Robitoc est un robot jardinier qui aime la nature et les plantes. Il est fasciné par tout ce qui l'entoure et il connait beaucoup de choses sur le monde. Robitoc est peureux mais il est toujours prêt à aider Adibou car il se sent responsable du petit extraterrestre. Robitoc est aussi maladroit. De plus, il déteste les taupes et le jambon.
- Bizbi : Bizbi est un robot bricoleur en forme de bourdon. Il adore bricoler et aider ses amis et il a toujours de bonnes idées. Il est souvent dans la lune.
- Kicook : Kicook est le robot cuisinier. Il est bleu et jaune et il se déplace en flottant en l'air. Il aime cuisiner pour ses amis et inventer des recettes originales. Dans la plupart des jeux Adibou, Kicook se trouve dans la cuisine et est toujours prêt à confectionner des plats dont il a lui-même créé la recette. Mais il se fait enlever dans le jeu Adibou et l'ombre verte et Adibou va alors le chercher.
- Adilia : Adilia est apparue dans le jeu Adibou L'Aventure dans le corps humain en 2008. Elle est la princesse du peuple des mers. Elle nage donc très bien et peut respirer sous l'eau. Elle veut protéger la mer et toute la faune et la flore qui y vit. Elle est coquette et aime la mode mais elle est aussi très sportive.
- Peck : Peck est apparue dans Adibou 3 pour être le guide du calcul. Il est vert et bleu avec une queue. Il adore chanter surtout dans les exercices et vit dans un endroit en rapport avec le Moyen Âge.
- Sibel : Sibel est apparue dans Adibou 3 pour être le guide de la lecture. Elle a la réputation d'être très belle.
- Plugy : Plugy est apparue dans Adibou 3 pour être le guide d'Adibounet. Il déteste être seul et aide les enfants. il est possible de le voir en jouant aux Jeux d'Adibounet dont il est le narrateur.

### Jeux

#### Accompagnement scolaire
Les jeux mélangent des mini-jeux, des exercices et des cours. Les mini-jeux sont soit intégrés aux exercices, soit une récompense lorsqu'une série d'exercice est réussie.
- 1992 : Adibou : Environnement (DOS, MacOS, Atari ST, Amiga)
  - 1992 : Adibou Je lis et je calcule, 4-5 et 6-7 ans, disque additionnel
- 1996 : Adibou 2 : Environnement (Windows, MacOS)
  - 1996 : Adibou : Lecture et calcul 4-5 ans et 6-7 ans, disque additionnel
  - 1998 : Adibou : Sciences, disque additionnel
  - 1999 : Adibou : Anglais, disque additionnel
  - 1999 : Adibou : Musique, disque additionnel
- 2001 : Adibou 3 : Environnement (Windows, macOS)
  - 2001 : Adibou : Lecture-calcul maternelle, GS et CP, disque additionnel
  - 2001 : Adibou : Éveil musical - L'Orgue fantastique, disque additionnel
  - 2002 : Adibou : Initiation à l'anglais - Le Royaume Hocus Pocus, disque additionnel
  - 2002 : Adibou : Sciences et nature - L'Île volante, disque additionnel
- 2005 : Adibou : Je lis, je calcule 4-5 ans, 5-6 ans et 6-7 ans (Windows, Mac ; Nintendo DS)
  - 2006 : Adibou Nature et Sciences (Windows, MacOS)
  - 2006 : Adibou Anglais (Windows, MacOS)
  - 2006 : Adibou Musique (Windows ; réédition de Adibou : Éveil musical de 2001)
- 2022 : Adibou (Android, IOS)

#### Collection
- 2000 : Adibou présente... (Windows, Mac) : Adibou présente la Magie, Adibou présente la Cuisine, Adibou présente le Dessin
- Aventures
  - 2001 : Adibou et l'Ombre verte (Windows, PlayStation)[10]
  - 2003 : Adibou et le Secret de Paziral (Windows, PlayStation)
  - 2004 : Adibou et les Voleurs d'énergie (Windows, PlayStation 2)
- Découvertes
  - Adibou : Aventure dans le corps humain (Windows, Mac, 2005 ; Nintendo DS, 2009)
  - 2006 : Adibou à la recherche de Robitoc (Leapster)
  - 2007 : Adibou apprivoise Tipanda (Leapster)
  - 2009 : Adibou et les Saisons magiques (Wii, Windows)

### Télévision
Une chaîne de télévision, appelée Adibou TV, entièrement consacrée à Adibou et Adiboud'chou, est lancée sur Canalsat à la fin 2006. La chaîne de télévision, qui se veut ludo-éducative et 100 % interactive, a été créée par Mindscape et Télé Images Kids qui ont signé un accord avec France Télévisions Distribution. La chaîne a par la suite disparu.
L'univers Adibou a également été décliné en deux séries télévisées d'animation : Adibou : Aventure dans le corps humain et Adibou : Aventure objectif Terre. Adibou : Aventure dans le corps humain est une série télévisée d'animation en 40 épisodes de cinq minutes réalisée par Jean-Luc François, musique d'Olivier Aussudre et diffusée entre le 19 février 2007 et le 13 avril 2007 sur France 5 dans Midi les Zouzous. Adibou : Aventure objectif Terre est une série d'animation réalisée par Eric Cazes, diffusée entre le 21 novembre 2008 et le 4 juillet 2009 sur France 5 dans l'émission Midi les Zouzous, et sur TiJi de 2008 jusqu'au 2 janvier 2016.

### Livres
Dans les années 2000, une série d'albums jeunesse Adibou par Alain Surget et Didier Levy est parue chez Nathan Jeunesse.
- Mystère à la ferme
- L'été de glace
- Bouzzy Goulum a disparu
- La course folle [12]
- Gâteaux à gogo
- Bêtise sur bêtise
- Ballon vole !
- Perdus dans le labyrinthe

Un magazine, appelé Adibou Magazine, a été créé en juillet 2003, et est publié par Cyber Press Publishing avec neuf numéros par an. Un cadeau est offert à la sortie de chaque numéro.

### Musique
Un CD de musique Adibou par Alain Schneider est sorti en 2001 sous le nom de L'Album d'Adibou. Un second album se nommant L'Album d'Adibou 2 et sorti en 2006 par le même artiste, sorti au label PolyGram.

## Univers d'Adiboud'chou

Logo dAdiboud'chou.

### Personnages
- Adiboud'chou : Adiboud'chou, c'est le petit cousin d'Adibou qui sera, en quelque sorte, le mentor du joueur. C'est un garçon à des cheveux roux, deux grandes oreilles, il porte un t-shirt jaune et des chaussures assorti, une salopette bleue cyan et une casquette rouge.
- Lilibelle : Lilibelle, préposée aux jeux d'extérieurs. C'est une fille en fourrure bleue avec une fleur rouge.
- Reskouss :  Reskouss, un singe farceur qui prodiguera des conseils.

Les personnages récurrents sont Lili, Nino, et Malo.

### Jeux
- Adiboud'chou à la campagne (Windows, 2000)
- Adiboud'chou à la mer  (Windows, 2000)
- Adiboud'chou dans la jungle et la savane (Windows, 2001)
- Adiboud'chou sur la banquise  (Windows, 2002)
- Adiboud'chou au cirque (Windows, 2004)
- Adiboud'chou au Pays des Bonbons (Windows, 2005)
- Adiboud'chou fête son anniversaire (Windows, 2005)
- Adiboud'chou : Jardin des surprises (Windows, 2006)
- Adiboud'chou soigne les animaux (Windows, 2007)

### Autres
- Adiboud'chou : Tous en piste ! (DVD interactif)
- Mon premier clavier Adiboud'chou

## Voix françaises

### SérieAdi
- Adi : Pierre-Alain de Garrigues dans tous les jeux (et voix additionnelles). C'est Olivier Jankovic qui prête sa voix à Adi dans la série d'animation Adi dans l'Espace, dérivée des jeux et diffusée en 2003.

### SérieAdibou
- Adibou :
  - Annabelle Roux dans Adibou 2 (1996)
  - Dolly Vanden de 1996 à 2005 (jusqu'à Adibou Je lis, je calcule)
  - Geneviève Néron dans les 3 opus Adibou présente (2001)
  - Nathalie Homs de 2005 à 2009 (dont les séries d'animation Adibou : Aventure dans le corps humain et Adibou : Aventure objectif Terre)
  - Lou Viguier dans Adibou par Wiloki (2022)
- Robitoc
  - Pierre-Alain de Garrigues dans Adibou 2
  - Jean-Claude Donda dans Adibou 3 et Adibou : Aventure dans le corps humain (Série d'animation)
  - Olivier Jankovic dans Adibou Nature et Sciences 4-8 ans et Adibou : Aventure dans le corps humain (Jeu vidéo)
- Kikook
  - Pierre-Alain de Garrigues dans Adibou 2, Adibou et l'Ombre Verte et Adibou par Wiloki
  - Jean-Claude Donda dans Adibou 3
- Bizbi
  - Pierre-Alain de Garrigues dans Adibou et les Voleurs d'Énergie et Adibou et le Secret de Paziral
  - Guillaume Orsat dans Adibou 3
- Voix additionnelles
  - Pierre-Alain de Garrigues dans tous les jeux (présentateur TV dans Adibou 2, Paziral et Tiltili dans Adibou et le Secret de Paziral, et bien d'autres)
  - Thierry Ragueneau (plusieurs personnages dans Adibou et l'Ombre Verte comme les arbres à devinettes par exemple)
  - Pascal Germain (Métronome dans l'extension Musique et interprète de plusieurs chansons)
  - Dolly Vanden (la voiture dans l'extension Nature et Sciences, Allegro et Takata dans l'extension Musique et interprète de plusieurs chansons)
  - Guillaume Orsat
  - Barbara Tissier
  - Peter Hudson

### SérieAdiboud'chou
- Adiboud'chou : Brigitte Lecordier dans tous les jeux (2000-2007) et dans le DVD interactif Adiboud'chou : Tous en piste !
- Lilibelle : Barbara Tissier dans tous les jeux (2000-2002)
- Reskouss : Pascal Germain dans tous les jeux (2000-2007)
- Voix off du jeu (options) : Pascal Germain dans tous les jeux (2000-2002)
- Lili, Nino et Malo : Nathalie Homs dans tous les jeux (2004-2007)

## Autres produits dérivés
Au Québec, en 1999, la compagnie ICE Multimédia (licencié exclusif à l'époque des produits Adi et Adibou) distribue en magasins un disque compact de Noël avec les personnages d'Adibou dont les chansons sont interprétées par Annie Major-Matte.
Des cartables ainsi que des montres Adibou ont été commercialisés.